# Rhinolophus macrotis
Rhinolophus macrotis is een vleermuis uit het geslacht Rhinolophus die voorkomt van Pakistan tot Zuid-China, de Filipijnen en Sumatra. In de Filipijnen is de soort gevangen op Guimaras, Luzon, Mindanao, Negros en Palawan. Daar komt hij voor in laaglandregenwoud van 50 tot 1050 m hoogte. R. macrotis is ook enkele malen in grotten en tunnels gevonden. De Filipijnse populaties vertegenwoordigen mogelijk een aparte soort, R. hirsutus K. Andersen, 1905, aangezien ze morfologisch van andere populaties verschillen.
R. macrotis is een relatief kleine soort met grote oren. De volgende maten zijn gebaseerd op exemplaren uit Myanmar. De kop-romplengte bedraagt 39,0 tot 46,2 mm, de staartlengte 18,7 tot 19,3 mm, de achtervoetlengte 6,7 tot 8,2 mm, de tibialengte 17,1 tot 17,7 mm, de voorarmlengte 42,4 tot 43,2 mm, de oorlengte 20,2 tot 20,4 mm en het gewicht 4,3 tot 6,8 g.